# كأس التشيك 2017–18
كأس التشيك 2017–18 (بالتشيكية: MOL Cup 2017/18)‏ هو الموسم 25 من كأس التشيك. أقيم خلال الفترة 13 يوليو 2017 وحتى 9 مايو 2018، وأشرف على تنظيمه اتحاد جمهورية التشيك لكرة القدم، وكان عدد الأندية المشاركة فيه 141، وفاز فيه سلافيا براغ.

## وصلات خارجية
- الموسم على موقع soccerway.com (بالإنجليزية)

| سبقه كأس التشيك 2016–17 | كأس التشيك 2017 | تبعه كأس التشيك 2018–19 ‏ |